# Crkva sv. Marije od Špiljana u Kaštel Novome
Crkva sv. Marije od Špiljana (Stomorija) katoličko je prasvetište i crkva u Kaštel Novome.

## Povijest
Crkva sv. Marije od Špiljana (današnje Gospe Stomorije) izgrađena je 1189. godine kao župna crkva tadašnjeg potkozjačkog naselja Špiljan. Za podizanje crkve bili su zaslužni domaći plemenitaši – „didići”. U osnivačkoj ispravi navedeni su njezini utemeljitelji: Stanko Orebina, Bratica Matejev, Petar i Stjepan, podžupan Strumbarda, Grubina i Dražekna. Župnik je tada mogao biti jedino isključivo potomak utemeljitelja beneficija. Ta praksa, biranja župnika iz redova nasljednika „didića”, održala se do francuske uprave 1806. godine.
Biskup Augustin Valier, prigodom vizitacije, u ožujku 1579. godine navodi kako je pronašao svetište bez ikakvih kipova i slika te sa više oštećenja. Prilikom turskih pustošenja, predmeti za bogoslužje u svetištu donosili su se iz župne crkve svetog Petra.
Prvi spomen Gopine slike je iz 1640. godine. Svetište je obnovljeno nakon završetka Kandijskog rata (1669.). Crkva je popravljena 1710. godine te je proširena na istok. Dodana je tada četvrtasta apsida u kojoj je smješten oltar. Prvi poznati spomen naziva Gospe Stomorija (Madona di Stomoria) datira u 1723. godinu. Potpuno je obnovljena 1744. godine. Tada su postavljeni novi nadvratnici te natpis nad vratima: BVDI POHVAGLIEN ISUS I MARIA - MDCCXXXXIV.
Francuska uprava ukinula je beneficij Gospe Stomorije, 2. listopada 1806. godine. Time je prekinuta tradicija izbora upravitelja (nadarbenika). Posljednji upravitelj bio je don Ivan Vuletin koji je zbog protivljenja francuskoj upravi pobjegao na Maltu. Za vrijeme austrijske uprave, 1842., obnovljen je rad bratovštine pod nazivom „Bogoljubni Dobročinci slavnog Uznesenja Djevice Marije nazvana Stomorija”. Početkom Prvoga svjetskog rata 1914. Gospina slika se prenosi iz svetišta u župnu crkvu sv. Petra, gdje će ostati do kraja rata. Nakon završetka prvog svjetskog rata slika je vraćena u svečanoj procesiji u svetište. Godine 1942. Gospina slika prenesena je ponovno u župnu crkvu sv. Petra. Godine 1989. proslavljeno je 800 godina svetišta.

## Opis
Crkva je srednjovjekovna jednobrodna građevina, orijentirana u smjeru istok – zapad. Pravokutna apsida na istočnoj strani je izgrađena prilikom obnove crkve u periodu baroka. Na zapadnom ožbukanom pročelju nalaze se ulazna vrata s jednostavno profiliranim baroknim nadvratnikom. Vrata flankiraju zidane klupe i četvrtasti prozori s lučnim završetkom. Nad pročeljem se nalazi zvonik na preslicu. U zid apside ugrađena je starokršćanska spolija s reljefnim prikazom križa i dvaju dupina.

## Zaštita
Pod oznakom Z-4471 zavedena je kao nepokretno kulturno dobro – pojedinačno, pravna statusa zaštićena kulturnog dobra, klasificirano kao "sakralna graditeljska baština".

### Članci
- Domazet, Mladenko. 2015. Svetište Gospe Stomorije u Kaštel Novom: Kontinuitet trajanja i promjene. Crkva u svijetu. Sveučilište u Splitu - Katolički bogoslovni fakultet. Split. 50 (1): 147–159